# Coppa Italia Serie C 1992-1993
La Coppa Italia di Serie C 1992-1993 è stata la dodicesima edizione di quella che oggi si chiama Coppa Italia Lega Pro. Il vincitore è stato il Palermo che si è aggiudicato il trofeo per la sua prima ed unica volta nella storia, dopo tre finali perse precedentemente, battendo il Como nella finale a doppia sfida.
Da questa stagione, terminato il processo di ristrutturazione, è ulteriormente sceso, da 96 a 90, il numero delle partecipanti ed è stata, inoltre, varata una nuova formula.
Aboliti i gironi eliminatori, si sono disputati tre turni ad eliminazione diretta, con partite di andata e ritorno e stesso meccanismo delle coppe europee. I primi due turni hanno consentito la riduzione delle formazioni inizialmente partecipanti da 80 a 20.
Al terzo turno, insieme alle 20 precedentemente qualificate, sono entrate in gioco le 10 squadre che hanno preso parte alla Coppa Italia Serie A e B.
Le società ammesse alla fase successiva sono risultate, pertanto, 15 che, suddivise in cinque gironi di tre squadre ciascuno, si sono affrontate con gare di sola andata. Le prime classificate di ogni girone e le tre seconde miglior classificate, per un totale di otto formazioni, hanno poi dato vita a quarti di finale, semifinali e finali, con lo stesso meccanismo della prima fase.

## Fase eliminatoria - Primo turno
Al primo turno presero parte 80 squadre di cui 26 di Serie C1 e 54 di Serie C2; queste disputarono gare di andata e ritorno ad eliminazione diretta. Le squadre qualificate furono ammesse al secondo turno.
Le gare si disputarono il 19 ed il 23 agosto 1992.
| Squadra 1     | Totale | Squadra 2         | Andata | Ritorno     |
| ------------- | ------ | ----------------- | ------ | ----------- |
| Lecco         | 2 - 1  | Leffe             | 2 - 0  | 0 - 1       |
| Aosta         | 2 - 2  | Solbiatese        | 1 - 0  | 1 - 2       |
| Ospitaletto   | 2 - 4  | Palazzolo         | 1 - 3  | 1 - 1       |
| Fiorenzuola   | 1 - 0  | Varese            | 0 - 0  | 1 - 0       |
| Pergocrema    | 1 - 0  | Pro Sesto         | 1 - 0  | 0 - 0       |
| Suzzara       | 1 - 2  | Mantova           | 0 - 2  | 1 - 0       |
| Trento        | 3 - 3  | Triestina         | 1 - 1  | 2 - 2 (dts) |
| Chievo        | 4 - 0  | Giorgione         | 3 - 0  | 1 - 0       |
| Centese       | 1 - 3  | Carpi             | 0 - 1  | 1 - 2       |
| Baracca Lugo  | 2 - 5  | Ravenna           | 1 - 3  | 1 - 2       |
| Novara        | 1 - 3  | Alessandria       | 0 - 1  | 1 - 2       |
| Pavia         | 4 - 1  | Oltrepò           | 2 - 1  | 2 - 0       |
| Casale        | 1 - 2  | Spezia            | 1 - 0  | 0 - 2       |
| Pontedera     | 0 - 5  | Carrarese         | 0 - 3  | 0 - 2       |
| Massese       | 2 - 2  | Viareggio         | 0 - 1  | 2 - 1       |
| Tempio        | 1 - 2  | Olbia             | 0 - 2  | 1 - 0       |
| Ponsacco      | 3 - 3  | Cecina            | 2 - 1  | 1 - 2 (dts) |
| Poggibonsi    | 3 - 3  | Siena             | 0 - 2  | 3 - 1       |
| Montevarchi   | 1 - 0  | Arezzo            | 1 - 0  | 0 - 0       |
| Pistoiese     | 2 - 3  | Prato             | 0 - 2  | 2 - 1       |
| Civitanovese  | 0 - 2  | Rimini            | 0 - 0  | 0 - 2       |
| Fano          | 1 - 0  | Vis Pesaro        | 0 - 0  | 1 - 0       |
| Francavilla   | 2 - 0  | Chieti            | 1 - 0  | 1 - 0       |
| Avezzano      | 5 - 0  | Gualdo            | 4 - 0  | 1 - 0       |
| Pro Vasto     | 1 - 3  | Castel di Sangro  | 1 - 0  | 0 - 3       |
| Barletta      | 4 - 3  | Monopoli          | 3 - 2  | 1 - 1       |
| Soccer Trani  | 0 - 1  | Casarano          | 0 - 1  | 0 - 0       |
| Juve Stabia   | 7 - 2  | Matera            | 3 - 2  | 4 - 0       |
| Salernitana   | 3 - 2  | Bisceglie         | 2 - 0  | 1 - 2       |
| Altamura      | 0 - 3  | Molfetta          | 0 - 2  | 0 - 1       |
| Formia        | 0 - 3  | Ischia Isolaverde | 0 - 3  | 0 - 0       |
| Cerveteri     | 0 - 2  | Lodigiani         | 0 - 0  | 0 - 2       |
| Turris        | 3 - 5  | Nola              | 0 - 2  | 3 - 3       |
| Sangiuseppese | 0 - 4  | Sora              | 0 - 3  | 0 - 1       |
| Astrea        | 1 - 1  | Savoia            | 0 - 0  | 1 - 1       |
| Vigor Lamezia | 1 - 4  | Potenza           | 1 - 3  | 0 - 1       |
| Catanzaro     | 3 - 2  | Reggina           | 1 - 1  | 2 - 1 (dts) |
| Leonzio       | 2 - 2  | Acireale          | 2 - 1  | 0 - 1       |
| Akragas       | 3 - 5  | Siracusa          | 1 - 3  | 2 - 2       |
| Licata        | 3 - 4  | Catania           | 2 - 2  | 1 - 2       |

## Secondo turno
Le 40 precedentemente qualificate disputarono gare di andata e ritorno ad eliminazione diretta, le qualificate furono ammesse al terzo ed ultimo turno eliminatorio.
Le gare si disputarono tra il 2 settembre il 9 settembre 1992.
| Squadra 1         | Totale | Squadra 2        | Andata | Ritorno         |
| ----------------- | ------ | ---------------- | ------ | --------------- |
| Aosta             | 0 - 2  | Lecco            | 0 - 0  | 0 - 2           |
| Fiorenzuola       | 2 - 3  | Palazzolo        | 0 - 1  | 2 - 2           |
| Pergocrema        | 3 - 6  | Mantova          | 1 - 3  | 2 - 3           |
| Trento            | 1 - 1  | Chievo           | 0 - 0  | 1 - 1           |
| Carpi             | 1 - 2  | Ravenna          | 1 - 1  | 0 - 1           |
| Alessandria       | 0 - 5  | Pavia            | 0 - 3  | 0 - 2           |
| Carrarese         | 0 - 2  | Spezia           | 0 - 0  | 0 - 2           |
| Olbia             | 0 - 2  | Massese          | 0 - 0  | 0 - 2           |
| Cecina            | 2 - 1  | Poggibonsi       | 1 - 1  | 1 - 0           |
| Montevarchi       | 1 - 1  | Prato            | 0 - 1  | 1 - 0 (5-4 dcr) |
| Rimini            | 2 - 1  | Fano             | 2 - 0  | 0 - 1           |
| Francavilla       | 6 - 4  | Avezzano         | 4 - 3  | 2 - 1           |
| Barletta          | 0 - 0  | Castel di Sangro | 0 - 0  | 0 - 0 (3-4 dcr) |
| Casarano          | 4 - 4  | Juve Stabia      | 3 - 2  | 1 - 2           |
| Salernitana       | 2 - 1  | Molfetta         | 0 - 0  | 2 - 1           |
| Ischia Isolaverde | 2 - 1  | Lodigiani        | 2 - 0  | 0 - 1           |
| Nola              | 2 - 3  | Sora             | 2 - 2  | 0 - 1           |
| Astrea            | 2 - 5  | Potenza          | 0 - 2  | 2 - 3           |
| Catanzaro         | 4 - 4  | Acireale         | 3 - 1  | 1 - 3 (4-2 dcr) |
| Siracusa          | 2 - 3  | Catania          | 0 - 0  | 2 - 3           |

## Terzo turno
Insieme alle 20 precedentemente qualificate, sono entrate in gioco le 10 squadre che hanno preso parte alla Coppa Italia Serie A e B. Le 15 squadre qualificate furono ammesse alla fase finale.
Le gare si disputarono tra l'11 novembre ed il 2 dicembre 1992.
| Squadra 1         | Totale | Squadra 2        | Andata | Ritorno         |
| ----------------- | ------ | ---------------- | ------ | --------------- |
| Como              | 4 - 2  | Lecco            | 4 - 1  | 0 - 1           |
| Palazzolo         | 1 - 4  | Mantova          | 1 - 2  | 0 - 2           |
| Vicenza           | 1 - 2  | Trento           | 0 - 1  | 1 - 1           |
| Ravenna           | 6 - 4  | Rimini           | 4 - 3  | 2 - 1           |
| Spezia            | 3 - 3  | Pavia            | 1 - 0  | 2 - 3           |
| Massese           | 3 - 1  | Cecina           | 1 - 0  | 2 - 1           |
| Empoli            | 2 - 2  | Montevarchi      | 2 - 2  | 0 - 0           |
| Ischia Isolaverde | 3 - 1  | Francavilla      | 2 - 0  | 1 - 1           |
| Casertana         | 4 - 0  | Castel di Sangro | 3 - 0  | 1 - 0           |
| Potenza           | 1 - 4  | Juve Stabia      | 1 - 4  | 0 - 0           |
| Salernitana       | 2 - 2  | Catanzaro        | 1 - 1  | 1 - 1 (2-4 dcr) |
| Sambenedettese    | 3 - 0  | Perugia          | 2 - 0  | 1 - 0           |
| Avellino          | 2 - 3  | Sora             | 1 - 1  | 1 - 2           |
| Giarre            | 3 - 4  | Palermo          | 1 - 3  | 2 - 1           |
| Messina           | 2 - 5  | Catania          | 1 - 3  | 1 - 2           |

## Fase finale - Gironi di qualificazione
Le 15 qualificate precedentemente vennero suddivise in cinque gironi di tre squadre ciascuno, disputarono gare di sola andata. Le squadre prime classificate di ogni girone e le tre migliori seconde furono ammesse ai quarti di finale.
Le gare si disputarono il 9-13 e 16 gennaio 1993.

### Girone A
|         | COM  | MAN  | TRE  |
| ------- | ---- | ---- | ---- |
| Como    | –––– | N.D. | 6-0  |
| Mantova | 1-1  | –––– | N.D. |
| Trento  | N.D. | 0-3  | –––– |

| Pos. | Squadra | Pt | G | V | N | P | GF | GS | DR |
| ---- | ------- | -- | - | - | - | - | -- | -- | -- |
| 1.   | Como    | 3  | 2 | 1 | 1 | 0 | 7  | 1  | +6 |
| 2.   | Mantova | 3  | 2 | 1 | 1 | 0 | 4  | 1  | +3 |
| 3.   | Trento  | 0  | 2 | 0 | 0 | 2 | 0  | 9  | -9 |

### Girone B
|             | MAS  | MON  | SPE  |
| ----------- | ---- | ---- | ---- |
| Massese     | –––– | N.D. | 3-0  |
| Montevarchi | 2-0  | –––– | N.D. |
| Spezia      | N.D. | 0-1  | –––– |

| Pos. | Squadra     | Pt | G | V | N | P | GF | GS | DR |
| ---- | ----------- | -- | - | - | - | - | -- | -- | -- |
| 1.   | Montevarchi | 4  | 2 | 2 | 0 | 0 | 3  | 0  | +3 |
| 2.   | Massese     | 2  | 2 | 1 | 0 | 1 | 3  | 2  | +1 |
| 3.   | Spezia      | 0  | 2 | 0 | 0 | 2 | 0  | 4  | -4 |

### Girone C
|                | RAV  | SAM  | SOR  |
| -------------- | ---- | ---- | ---- |
| Ravenna        | –––– | N.D. | 5-0  |
| Sambenedettese | 3-3  | –––– | N.D. |
| Sora           | N.D. | 1-2  | –––– |

| Pos. | Squadra        | Pt | G | V | N | P | GF | GS | DR |
| ---- | -------------- | -- | - | - | - | - | -- | -- | -- |
| 1.   | Ravenna        | 3  | 2 | 1 | 1 | 0 | 8  | 3  | +5 |
| 2.   | Sambenedettese | 3  | 2 | 1 | 1 | 0 | 5  | 4  | +1 |
| 3.   | Sora           | 0  | 2 | 0 | 0 | 2 | 1  | 7  | -6 |

### Girone D
|                   | CAS  | JST  | ISC  |
| ----------------- | ---- | ---- | ---- |
| Casertana         | –––– | N.D. | 3-1  |
| Juve Stabia       | 0-0  | –––– | N.D. |
| Ischia Isolaverde | N.D. | 0-0  | –––– |

| Pos. | Squadra           | Pt | G | V | N | P | GF | GS | DR |
| ---- | ----------------- | -- | - | - | - | - | -- | -- | -- |
| 1.   | Casertana         | 3  | 2 | 1 | 1 | 0 | 3  | 1  | +2 |
| 2.   | Juve Stabia       | 2  | 2 | 0 | 2 | 0 | 0  | 0  | =0 |
| 3.   | Ischia Isolaverde | 1  | 2 | 0 | 1 | 1 | 1  | 3  | -2 |

### Girone E
|           | CAT  | CTZ  | PAL  |
| --------- | ---- | ---- | ---- |
| Catania   | –––– | N.D. | 1-2  |
| Catanzaro | 3-1  | –––– | N.D. |
| Palermo   | N.D. | 1-1  | –––– |

| Pos. | Squadra   | Pt | G | V | N | P | GF | GS | DR |
| ---- | --------- | -- | - | - | - | - | -- | -- | -- |
| 1.   | Catanzaro | 3  | 2 | 1 | 1 | 0 | 4  | 2  | +2 |
| 2.   | Palermo   | 3  | 2 | 1 | 1 | 0 | 4  | 3  | +1 |
| 3.   | Catania   | 0  | 2 | 0 | 0 | 2 | 2  | 5  | -3 |

Qualificate come seconde miglior classificate:
 Mantova
 Sambenedettese
 Palermo

## Quarti di finale
Le gare si disputarono il 17 febbraio ed il 3 marzo 1993.
| Squadra 1   | Totale | Squadra 2      | Andata | Ritorno |
| ----------- | ------ | -------------- | ------ | ------- |
| Como        | 3 - 1  | Catanzaro      | 1 - 0  | 2 - 1   |
| Casertana   | 3 - 4  | Ravenna        | 1 - 3  | 2 - 1   |
| Montevarchi | 2 - 3  | Sambenedettese | 1 - 1  | 1 - 2   |
| Palermo     | 5 - 2  | Mantova        | 4 - 2  | 1 - 0   |

## Semifinali
Le gare si disputarono il 7 e 21 aprile 1993.
| Squadra 1 | Totale | Squadra 2      | Andata | Ritorno |
| --------- | ------ | -------------- | ------ | ------- |
| Ravenna   | 1 - 2  | Como           | 1 - 0  | 0 - 2   |
| Palermo   | 2 - 0  | Sambenedettese | 2 - 0  | 0 - 0   |

## Finali
| Squadra 1 | Totale | Squadra 2 | Andata | Ritorno |
| --------- | ------ | --------- | ------ | ------- |
| Como      | 1 - 3  | Palermo   | 0 - 2  | 1 - 1   |

Le gare si disputarono il 6 ed il 13 giugno 1993.
| Arbitro: | Nepi (Ascoli Piceno) |

|  |           |                             |
|  | Marcatori | 52’ Buoncammino 81’ Cecconi |

| Arbitro: | De Prisco (Nocera Inferiore) |

|               |           |            |
| Battaglia 71’ | Marcatori | 89’ Pedone |

### Tabellini finale

#### Andata
Como: Mondini, Manzo, Dozio (82' Bandirali), Gattuso, Boscolo (46' Centanni), Mazzoleni, Collauto, Rusconi, Elia (82' Cicconi), Pedone, Mirabelli. All.: Burgnich
 Palermo: Vinti, Fragliasso (76' Bucciarelli), Incarbona, Valentini, Serra, Biffi, Olivari (71' Battaglia), Favo, Buoncammino (79' Mucciarelli), Cecconi, Spigarelli. All.: Orazi

#### Ritorno
Palermo: Cecere, Fragliasso (71' Bucciarelli), Incarbona, Valentini, Serra, Biffi, Olivari (65' Battaglia), Favo, Buoncammino (79' Mucciarelli), Cecconi, Spigarelli. All.: Orazi
 Como: Mondini, Manzo, Bandirali, Gattuso, Aimo, Bravo, Bressan (72' Collauto), Pedone, Elia, Mazzoleni (78' Rusconi), Mirabelli (46' Cicconi). All.: Burgnich